# Rudolf Rokl

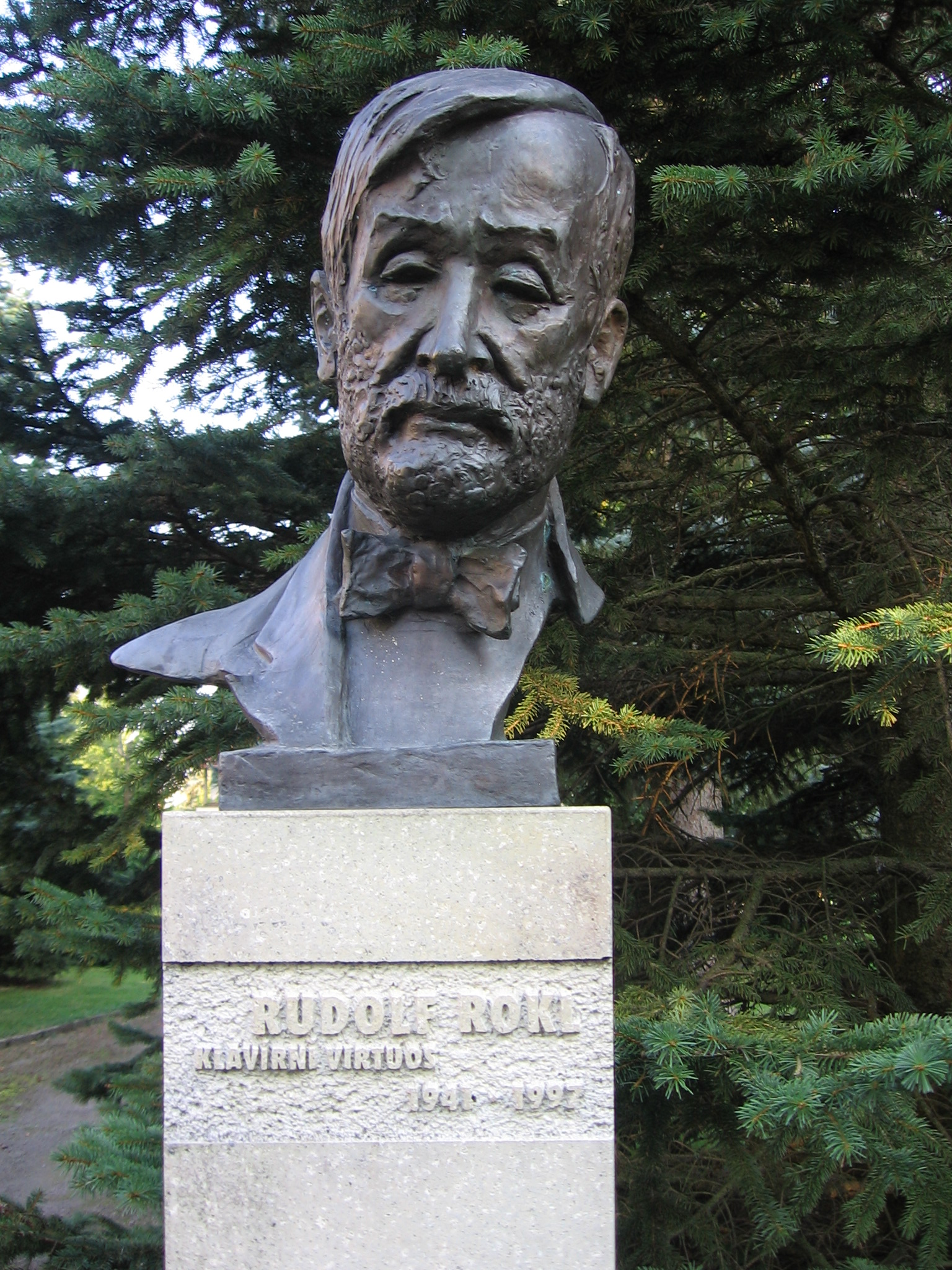
Rudolf Rokl

Rudolf Rokl (* 16. Dezember 1941 in Rychnov nad Kněžnou; † 23. September 1997 in Prag) war ein tschechischer Jazzmusiker (Piano, Komposition und Arrangement), der langjähriger Mitarbeiter und enger Freund des Popsängers Karel Gott war.

## Leben und Wirken
Rokl spielte Klavier, seit er 4 Jahre alt war; bereits 1948, wo er in Ostrava den Wettbewerb für Nachwuchspianisten gewann, machte er erste Studioaufnahmen. Seit 1955 studierte er am Konservatorium klassische Musik und Komposition. Zunächst spielte er in einem Jazztrio mit dem Bassisten Luděk Hulan und Schlagzeuger Ivan Dominák, das auch Hana Hegerová begleitete und aus dem sich (dann ohne Rokl) die Band Studio 5 entwickelte. 1958 eröffnete er mit dem Quartett von Jan Arnet den Reduta Jazz Club. Seit diesem Jahr spielte er im Orchester Karel Vlach, seit 1959 arbeitete er im Tanzorchester des Tschechoslowakischen Rundfunks, das von Karel Krautgartner geleitet wurde.
1966 gewann er den internationalen Jazz-Wettbewerb in Wien. Dann ging er mit Karel Gott für ein halbes Jahr auf Gastspielreise in die USA, um dann als Mitglied des Orchesters Ladislav Štaidla dauerhaft Gott zu begleiten. Daneben war er weiterhin mit Klassik und im Jazzbereich aktiv, unter anderem mit Karel Růžička, begleitete aber auch Miki Volek, Jitka Zelenková und Eva Olmerová. Er starb an den Folgen einer Krebserkrankung.